# Prowincja Nong Khai
Nong Khai (taj. หนองคาย) – jedna z prowincji (changwat) Tajlandii. Sąsiaduje z prowincjami Nakhon Phanom, Sakon Nakhon, Udon Thani i Loei oraz z laotańskimi prowincjami Wientian, Bolikhamxai oraz prefekturą Wientian.